# Aphanogmus
Aphanogmus is een geslacht van vliesvleugelige insecten van de familie Ceraphronidae.

## Soorten
- A. abdominalis (Thomson, 1859)
- A. angustipennis Szelenyi, 1940
- A. apicalis Szelenyi, 1938
- A. apteryx Szelenyi, 1940
- A. asper Szelenyi, 1940
- A. bicolor Ashmead, 1893
- A. clavatellus (Szelenyi, 1938)
- A. claviartus Alekseev, 1983
- A. clavicornis Thomson, 1859
- A. compressiventris (Foerster, 1861)
- A. compressus (Ratzeburg, 1852)
- A. crassiceps (Kieffer, 1907)
- A. dessarti Hellen, 1966
- A. dolichocerus Hellen & Dessart, 1965
- A. elegantulus Foerster, 1861
- A. eurymerus Foerster, 1861
- A. fasciipennis Thomson, 1859
- A. fasciolatus Foerster, 1861
- A. fulmeki Szelenyi, 1940
- A. fumipennis Thomson, 1859
- A. furcatus Kieffer, 1907
- A. gibbus Szelenyi, 1938
- A. gracilicornis Foerster, 1861
- A. microcleptes Foerster, 1861
- A. microneurus Kieffer, 1907
- A. monilicornis (Kieffer, 1907)
- A. myrmecobius Kieffer, 1914
- A. nanus (Nees von Esenbeck, 1834)

- A. neglectus (Szelenyi, 1938)
- A. perfoliatus (Nees von Esenbeck, 1834)
- A. picicornis Foerster, 1861
- A. polymorphus Hellen & Dessart, 1965
- A. procerus Szelenyi, 1940
- A. radialis Kieffer, 1907
- A. remotus Szelenyi, 1940
- A. reticulatus Parr, 1960
- A. rufus Szelenyi, 1938
- A. socius Foerster, 1861
- A. steinitzi Priesner, 1936
- A. strabus Dessart, 1994
- A. strobilorum Bakke, 1955
- A. tenuicornis Thomson, 1859
- A. terminalis (Foerster, 1861)
- A. thomasinianae Alekseev & Dolgin, 1984
- A. trispinosus Szelenyi, 1940
- A. vicinus Foerster, 1861
- A. vitripennis (Ratzeburg, 1852)